# ジョー・ハービー (野球)
ジョゼフ・ロバート・ハービー（Joseph Robert Harvey, 1992年1月9日 - ) は、アメリカ合衆国ペンシルベニア州モンゴメリー郡オーデュボン出身のプロ野球選手（投手）。右投右打。

## 経歴

### プロ入りとヤンキース時代
2014年のMLBドラフト19巡目（全体572位）でニューヨーク・ヤンキースから指名され、プロ入り。この年は主に傘下のA-級スタテンアイランド・ヤンキースでプレーした。
2015年は年間を通してA級チャールストン・リバードッグスでプレーし、15試合に登板して1勝1敗、防御率4.24、21奪三振を記録した。
2016年はマイナーリーグを行き来し、11試合に登板して0勝1敗、防御率0.84、19奪三振を記録した。
2017年は年間を通してA+級タンパ・ヤンキースでプレーし、18試合に登板して1勝0敗、防御率1.05、29奪三振を記録した。
2018年はAA級トレントン・サンダーとAAA級スクラントン・ウィルクスバリ・レイルライダースを行き来し、2球団合計で43試合に登板して3勝2敗、防御率1.67、68奪三振を記録した。また、この年のオフに40人枠入りを果たした。
2019年は開幕をAAA級スクラントン・ウィルクスバリで迎え、4月10日にはメジャー初昇格を果たした。また、その日のヒューストン・アストロズ戦で登板し、2イニングを無失点で抑えた。

### ロッキーズ時代
2019年7月31日にアルフレド・ガルシアとのトレードで、コロラド・ロッキーズへ移籍した。オフの12月9日にDFAとなり、16日にマイナー契約で傘下のAAA級アルバカーキ・アイソトープスへ配属された。
2020年8月2日にメジャー契約を結んでアクティブ・ロースター入りした。オフの10月29日にマイナー契約となった。その後、11月2日にFAとなったが、12月11日にマイナー契約を結んで再契約した。
2021年は5月のマイナーリーグ開幕からAAA級アルバカーキでプレーし、6月20日にメジャー契約を結んでアクティブ・ロースター入りした。だが、登板機会が無いまま6月22日にDFAとなり、25日にマイナー契約でAAA級アルバカーキへ配属された。

## 詳細情報

### 年度別投手成績
| 年 度    | 球 団    | 登 板 | 先 発 | 完 投 | 完 封 | 無 四 球 | 勝 利 | 敗 戦 | セ 丨 ブ | ホ 丨 ル ド | 勝 率 | 打 者 | 投 球 回 | 被 安 打 | 被 本 塁 打 | 与 四 球 | 敬 遠 | 与 死 球 | 奪 三 振 | 暴 投 | ボ 丨 ク | 失 点 | 自 責 点 | 防 御 率 | W H I P |
| -------- | -------- | ----- | ----- | ----- | ----- | -------- | ----- | ----- | -------- | ----------- | ----- | ----- | -------- | -------- | ----------- | -------- | ----- | -------- | -------- | ----- | -------- | ----- | -------- | -------- | ------- |
| 2019     | NYY      | 9     | 0     | 0     | 0     | 0        | 1     | 0     | 0        | 0           | 1.000 | 48    | 10.0     | 11       | 1           | 7        | 0     | 1        | 11       | 0     | 0        | 6     | 5        | 4.50     | 1.80    |
| 2019     | COL      | 9     | 0     | 0     | 0     | 0        | 0     | 0     | 0        | 0           | ----  | 36    | 8.0      | 7        | 2           | 6        | 0     | 1        | 6        | 0     | 0        | 5     | 5        | 5.63     | 1.63    |
| '19計    | COL      | 18    | 0     | 0     | 0     | 0        | 1     | 0     | 0        | 0           | 1.000 | 84    | 18.0     | 18       | 3           | 13       | 0     | 2        | 17       | 0     | 0        | 11    | 10       | 5.00     | 1.72    |
| 2020     | COL      | 4     | 0     | 0     | 0     | 0        | 0     | 0     | 0        | 0           | ----  | 14    | 3.1      | 3        | 0           | 0        | 0     | 1        | 2        | 0     | 0        | 0     | 0        | 0.00     | 0.90    |
| MLB：2年 | MLB：2年 | 22    | 0     | 0     | 0     | 0        | 1     | 0     | 0        | 0           | 1.000 | 98    | 21.1     | 21       | 3           | 13       | 0     | 3        | 19       | 0     | 0        | 11    | 10       | 4.22     | 1.59    |

- 2020年度シーズン終了時

### 背番号
- 74（2019年 - 同年途中）
- 30（2019年途中 - 2020年）